# グレートベースン砂漠

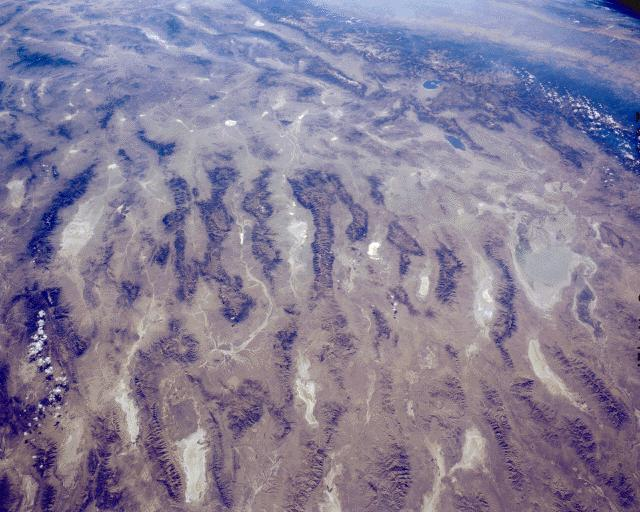
中央ベイスン・アンド・レンジの衛星写真（ネバダ州北西部、南向き）

グレートベースン砂漠（グレートベースンさばく、英語: Great Basin Desert）はシエラネバダ山脈、ワサッチ山脈に挟まれたグレートベースンにある砂漠。この地域は世界自然保護基金（WWF）が指定するグレートベースン・シュラブ・ステップ、アメリカ合衆国環境保護庁、アメリカ地質調査所が指定するベイスン・アンド・レンジ中央エコリージョンに一致する。夏は暑く乾燥しているが、冬には雪が降る。この砂漠の領域は、ネバダ州の大部分とユタ州西部、カリフォルニア州東部、アイダホ州にまたがる。この砂漠は北米大陸において生物学的見地から範囲が定められている4つの砂漠の一つ（他はモハーヴェ砂漠、ソノラ砂漠、チワワ砂漠）である。
ベイスン・アンド・レンジにおいて典型的な南北に伸びる乾燥した谷と山脈が交互に入り組む地形が見られる。山脈の数は33に達し、その標高は3,000メートルを超える。一方で峡谷自体の標高も1,200メートルと高い。グレートベースン砂漠の生態系は標高によって異なる。低地から標高が上がるについれ、塩湖、ヤマヨモギの灌木林、ピニョン松やビャクシン属で構成される森林と変化する。この地域の特徴として、山脈と峡谷によって生態系がいくつも分断されており、地域ごとの固有種が非常に多いことが挙げられる。グレイソンの研究によると、脊椎動物だけ600種以上の生物種がグレートベースン砂漠に生息していると考えられる。なお、ユタ州西部のパイン・バレーは1976年にユネスコの生物圏保護区に指定されたが、2017年に指定が解除された。
また、この砂漠の生態系は標高だけでなく地域ごとに違いがある。この砂漠は太平洋からの湿った空気をシエラネバダ山脈に、メキシコ湾からの空気をロッキー山脈に遮られている。そのため、地域ごとに降水量が異なり、その少なさは山脈からの影響によって変化する。この地形は最終氷期以降にラホンタン湖の水位が低下した原因となり、分断された湖の塩分濃度の高さやアルカリ性になっていることにつながっている。

## 定義と境界線

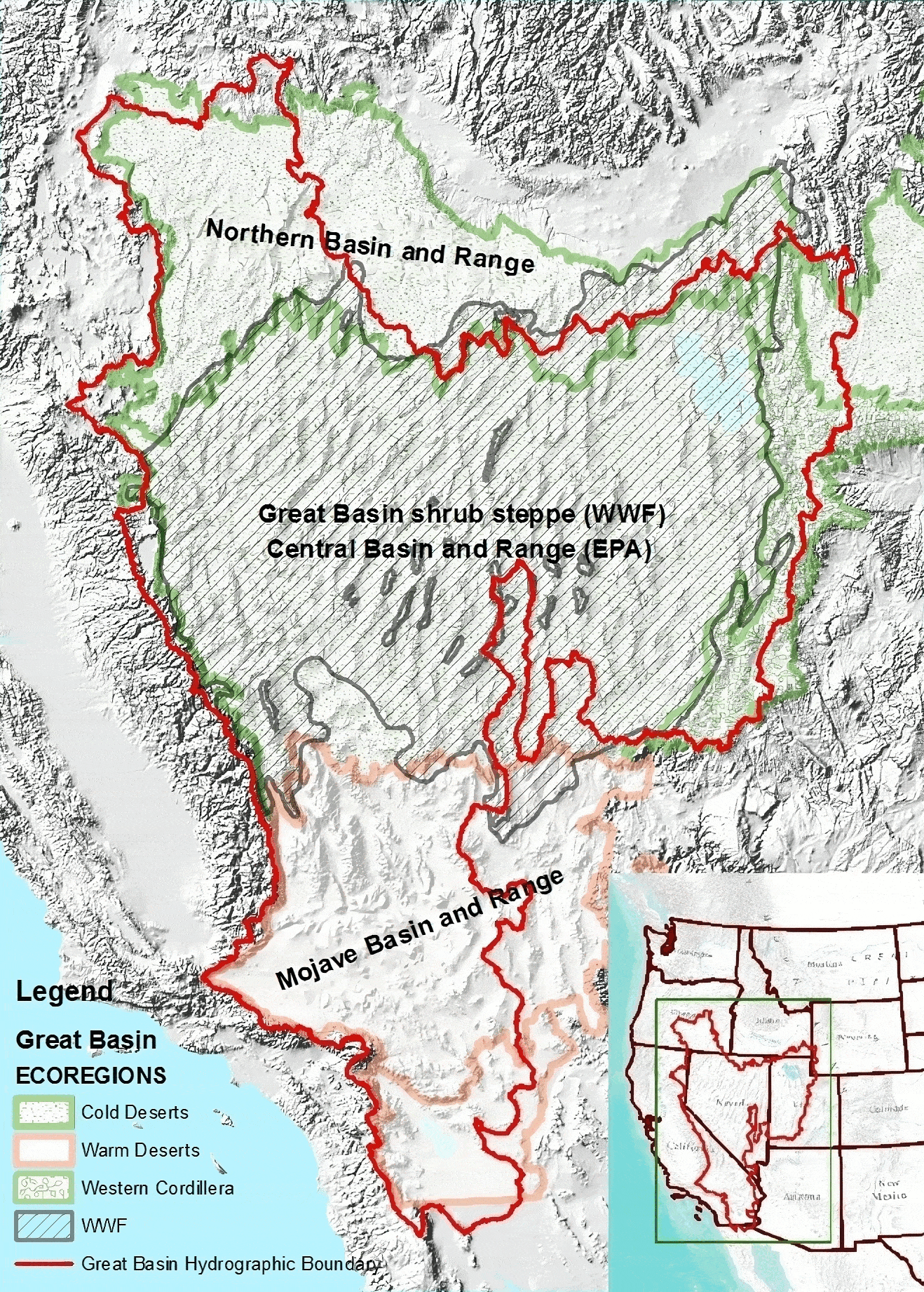
現在設定されているエコリージョンは、環境保護庁と世界自然保護基金によるものである。

グレートベースン砂漠はそこに生息する動植物の種類によってその範囲が決められているが、その境界線は今なお不明確である。
砂漠の範囲については学者によって主張が異なっており、しばしば消去法によって定められる。ロバート・メイシーはその範囲をメキシコハマビシの有無で定めている。この植物が生えていないチャルファント・バレー、ハンミルバレー、ベントンバレー、クイーンバレーなどは砂漠に含まれ、逆に生えているパナミント・バレー、セイライン・バレー、ユーレカ・バレーなどは含まれない。
エコリージョンの点からもグレートベースン砂漠の境界は示され得る。1987年、J・M・オマーニックはシエラネバダ山脈とワサッチ山脈の間にエコリージョン「北部ベイスン・アンド・レンジ」を設定した。さらに、1999年にアメリカ合衆国環境保護庁（EPA）が北部ベイスン・アンド・レンジを「中部ベイスン・アンド・レンジ」に、（スネーク川）高原砂漠を「北部ベイスン・アンド・レンジ」に変更した。世界自然保護基金も独自のベイスン・アンド・レンジ・エコリージョンにオマーニックの設定を使用しているが、完新世のレフュジアを含む標高の高い地域を削除して「グレートベースン・シュラブ・ステップ」に改名した。EPAが2003年までに中央ベイスン・アンド・レンジの境界線を修正したのにもかかわらず、地質調査所の地理学者クリストファー・スーラードがこのエコリージョンに関する報告書を書いた際、彼は「中央ベイスン・アンド・レンジ」の1999年時点の境界線を地図に使用した。この境界線は「グレートベースン・シュラブ・ステップ」のものと全く同じであった。彼はグレートベースン砂漠がこの地域に完全に取り囲まれていると述べた。
この記事では高地を含むグレートベースン・シュラブ・ステップの一般的な生態系について述べられている。

## 絶滅危惧種
グレートベースン砂漠には峡谷によって隔てられた高地が多く存在し、その高地に生息する動植物は絶滅の危機に瀕している。地域で実際されている地下水の汲み上げ、道路や住宅の建築、放牧、鉱山開発によって生息域が制限され、以下の動植物が絶滅危惧種に指定されている。 
- 鳥類
  - アメリカコアジサシ (Sterna antillarum athalassos)
- 植物
  - Sodaville milkvetch (Astragalas lentiginosus var. sesquimetralis)
  - Ute lady's tresses (Spiranthes diluvialis)
- 魚類
  - ラホンタン・カットスロートトラウト（英語版） (Oncorhynchus clarki henshawi)
  - Desert dace (Eremichthys acros)
  - White River spinedace (Lepidomeda albivallis)[16]
- 哺乳類
  - ユタ・プレーリー・ドッグ（英語版）